# 千坂洋三郎
千坂洋三郎（ちさか ようざぶろう、明治8年1月（1875年1月） - 昭和15年（1940年）12月14日）は、日本陸軍の軍人。最終階級は陸軍中佐。

## 経歴
米沢藩士・千坂高雅の三男として生まれる。
明治29年（1896年）11月26日陸軍士官学校（第8期）卒業、明治30年（1897年）6月28日陸軍少尉任官。　明治31年（1898年）歩兵第5連隊付、明治32年（1899年）11月17日陸軍中尉任官。明治36年（1903年）歩兵第31連隊中隊長、明治 37年（1904年）戦時大本営陸軍部管理部　副官歩兵大尉、明治42年（1909年）5月20日陸軍少佐任官。明治 45（1912年）第二師団副官、大正3年（1914年）歩兵第3連隊大隊長 、大正4年（1915年）12月23日陸軍中佐任官、同日予備役編入。

## 栄典
位階
- 1897年（明治30年）10月15日 - 正八位[7]
- 1899年（明治32年）12月26日 - 従七位[8]
- 1903年（明治36年）7月10日 - 正七位[9]
- 1908年（明治41年）10月30日 - 従六位[10]
- 1913年（大正2年）11月21日 - 正六位[11]
- 1916年（大正5年）1月10日 - 従五位[12]

勲章等
- 1914年（大正3年）5月16日 - 勲四等瑞宝章[13]
- 1915年（大正4年）11月10日 - 大礼記念章（大正）[14]

## 親族
- 兄 - 千坂智次郎（海軍中将）
- 妻 - 北岡美代（実業家北岡文兵衛三女）
- 子 - 高康、千代子、八千恵（動物学者岡田弥一郎の妻）、緑雄、耐子、藜子